# ۴-نیتروفنول
۴-نیتروفنول (به انگلیسی: 4-Nitrophenol) یک ترکیب شیمیایی با شناسه پاب‌کم ۹۸۰ است. شکل ظاهری این ترکیب، بی رنگ یا زرد کمرنگ است.